# Rogério Meneghini
Rogério Meneghini (São Paulo, 18 de dezembro de 1940) é um bioquímico, pesquisador e professor universitário brasileiro. 
Grande oficial da Ordem Nacional do Mérito Científico e membro titular da Academia Brasileira de Ciências, Rogério é professor aposentado e livre-docente do Instituto de Química da Universidade de São Paulo e diretor científico da Scielo. Foi diretor do Centro Nacional de Pesquisa em Energia e Materiais.

## Biografia
Rogério nasceu em 1940, em São Paulo. É filho de Mario Meneghini, um virologista vegetal que trabalhava no Instituto Biológico de São Paulo, na época do apogeu da Instituição, que descobriu que a tristeza dos laranjais era transmitida por um vírus. Influenciado pelo pai, Rogério ainda jovem pensava em seguir carreira de aviador ou de cientista.
A atração pela química o fez prestar vestibular para Química na Faculdade de Filosofia, Ciências e Letras da Universidade de São Paulo, onde se formou em 1965. Durante o curso, se interessou por Biologia Molecular e a recente descoberta da estrutura do DNA. Ingressou no grupo de Francisco Lara, um dos poucos biologistas moleculares naquela época no Brasil, que foi seu orientador no doutorado, defendido em 1969.
Realizou estágio de pós-doutorado por dois anos nos Estados Unidos. Trabalhou na Universidade Stanford com Philip Hanawalt na elucidação de mecanismos de reparo pós-replicação em células de mamíferos. Surgiram nessa época as primeiras evidências de um processo de recombinação gênica em células somáticas.
De volta ao Brasil em 1974, obteve os primeiros resultados de que os efeitos citotóxicos de luz eram mediados pela formação de espécies ativas de oxigênio. Seu grupo então passou a se concentrar  em como estas espécies produziam danos do DNA, causando mutação e transformação maligna. Publicou em 1984 vários trabalhos que propunham que íons de ferro ligados ao DNA eram responsáveis pela formação de radicais que atacam o genoma. Os trabalhos tiveram um grande impacto na bioquímica mundial, consagrado pelo “Atlas of Science from the Institute of Scientific Information” dos Estados Unidos, em 1988.
Orientou dez doutorados e cinco pós-doutorados. É atuante na pesquisa de produção e divulgação científica. Junto com Abel Packer foi co-criador da biblioteca de periódicos científicos SciELO.

## Vida pessoal
Divorciado da primeira esposa, com quem teve duas filhas, Flávia e Lucia, Rogério casou-se pela segunda vez, tendo um terceiro filho, Tiago.